# Freddie van der Goes
Pour les articles homonymes, voir van der Goes.
Frederika Jacoba van der Goes dite Freddie van der Goes, née le 26 novembre 1908 à Pretoria et morte le 24 octobre 1976 dans la même ville, est une nageuse sud-africaine.

## Biographie
Aux Jeux olympiques d'été de 1928 à Amsterdam, Freddie van der Goes remporte la médaille de bronze à l'issue de la finale du relais 4x100m nage libre en compagnie de Marie Bedford, Kathleen Russell et Rhoda Rennie.